# 渚之SHOOTING STAR
《渚之SHOOTING STAR》是戶松遥的第6張單曲。於2010年8月4日由Music Ray'n Inc.發行。

## 收錄曲

### 通常盤
1. 渚のSHOOTING STAR [4:38]
  - 作詞：古屋真、作曲：大隈知宇、編曲：古川貴浩
2. 星のステージ [4:10]
  - 作詞・作曲：古屋真、編曲：古川貴浩
3. 渚のSHOOTING STAR（Instrumental）

### DVD（初回生産限定盤）
1. 渚のSHOOTING STAR （Music Clip）

## 資料來源
1. ↑  http://www.oricon.co.jp/search/result.php?kbn=js&types=rnk&year=2010&month=8&week=3&submit4.x=30&submit4.y=5
2. ↑  .   [2010-08-15]. （原始内容存档于2010-03-10）.

## 外部連結
- （日語）戶松遥 Special website